# Précy-sur-Vrin
Précy-sur-Vrin är en kommun i departementet Yonne i regionen Bourgogne-Franche-Comté i norra Frankrike. Kommunen ligger i kantonen Saint-Julien-du-Sault som tillhör arrondissementet Sens. År 2022 hade Précy-sur-Vrin 430 invånare.

## Befolkningsutveckling
Antalet invånare i kommunen Précy-sur-Vrin
| Referens: INSEE |